# 弧の増殖
『弧の増殖 夜刀浦鬼譚』（このぞうしょく やとうらきたん）は、小説家の朝松健による日本のホラー小説。クトゥルフ神話の1つ。
2011年に発表された。アマチュア時代の1977年8月に北海道のSF同人誌『イスカーチェリ』14号に寄稿した同題の短編がもとになっている。英題は「MULTIPULICATION DES ARCS YATOURA KITAN」。またフランス生まれのアメリカの画家イヴ・タンギーは1954年に「Multiplication des arcs」（フランス語。英題は「Multiplication des arcs」、代表的な邦訳題は「弧の増殖」）という作品を描いた。冒頭にはアンドレ・ブルトンの詩から「イヴ・タンギーの家 そこには夜にしかはいれない」の一文が引用されている。
構成は序章、第一部3章、第二部3章、終章。作者が創造した千葉県夜刀浦市を再び舞台としている。『闇に囁くもの』やユゴス系統の神話作品にあたり、また携帯電話と電波を題材とした執筆当時の現代ものである。それまでユゴスは冥王星を指すとされていたが2006年に冥王星が惑星基準から外れたという状況も踏まえられている。推薦文は魔夜峰央、平山夢明、森瀬繚。
短編版は、2022年に電子版オリジナル短編集『大地母神の贄』に収録された。

## あらすじ

### 過去
幕末、夜刀浦の国学者流基葡鱗は、狂った言動により蟄居を命じられ、失踪する。屋敷は持ち主を転々とするが奇怪な出来事が相次ぎ、いわくつき物件に認定される。（四章・過去）
電話通信会社DANM（ダム）が、見遥ケ原に電波塔とメガサーバ施設を建造する。（一章）
199X年、「斎彌皇」による幼児連続殺害事件が発生する。犯人として捕まったのは名門の大学院生飯綱昭信であり、彼は精神障害リハビリセンターから脱走した後に沼で溺死体で発見され、取り調べが行われないままに終わってしまう。一方で犯人生存説も根強く噂されており、中にはオカルト的な「人食い鬼に変身して防空壕に隠れている」というものまであった。（一章）
矢口英司は故郷の夜刀浦に戻り、友人の佐藤嘉明と共に、地元の情報を扱った携帯電話向けウェブサイト「夜刀浦Watcher」をたちあげ、さらに女子中高生を取り込みたいと考え、夜刀浦の都市伝説を集めたコンテンツ「怪夜燈」の強化を図る。（一章）
真嶋守衛教授は、会ったこともない親戚から、夜刀浦にある屋敷「ぶりん屋敷」を相続する。移り住んで間もなく、金縛りに遭うようになり、「われらユゴスのものの守護者ヨス＝トラゴン、ユゴスよりィルェヰックどもを遣わしたまえ」という謎めいた声を聞く。やがて屋敷から、ごく近年に前の住人が閉ざしたとみられる隠し書庫が見つかる。一方で、真嶋は担当するゼミの学生から、夜刀浦殺人事件の流出資料についての話を聞く。（四章・回想部）

### 第一章
赤根由梨絵の居酒屋にて、矢口、佐藤は真嶋教授と居合わせる。佐藤は、斎彌皇事件の被害者が隣家の子供であったことを語る。ふと電波障害が発生し、4人全員の携帯に同時に着信が来る。ノイズに交じって、人の声のような、子供たちの悲鳴のような音声が聞こえてくる。ことが止むと真嶋は、口外厳禁と念押しして、警察から流出した斎彌皇事件のデータを教え子が入手したことを話す。佐藤は見たいと申し出、メールで送ってもらう約束を取り付ける。
深夜、佐藤の自宅マンションに、首のない子供の幽霊が現れる。彼トモくんは「あいつがまたくるんだ」と言う。

### 第二章
矢口は由梨絵の妹・赤根咲子をバイトに雇う。矢口が咲子に、何か特徴的な噂はないかと尋ねると、咲子は尾崎巨石の表面に刻まれた「カニのハサミのような」文字の情報を提供する。2人が現場に行ったところ、奇怪な何者かの威嚇を受ける。矢口たちは状況がまるで理解できなかったが、危険を察知し逃げ帰る。

### 第三章
真嶋教授は佐藤にメールを送る。佐藤がオフィスのパソコンでデータを閲覧していると、トモくんの幽霊が「あいつのヒミツキチ」と囁いてくる。動画ファイルには奇怪な儀式の様子が撮影されており、斎彌皇は「佐藤嘉明はこの司祭の名において死ななければならない」と発言する。佐藤は、15年前に昭信が自分の名前を口にしたことに戦慄する。動画中の斎彌皇の手がモニタを飛び出しそうになったところで、矢口が戻って来る。矢口は、咲子が撮影した尾崎巨石のデジカメ写真を吟味する。そこで佐藤に声をかけられ、一緒に斎彌皇事件の動画を視聴していると、2人の携帯に同じ番号から着信が来る。
一方、由梨絵の宅では、あらゆる電話が一斉に鳴り響いていた。テレビを点けたところ「夜刀浦で大規模な電波障害が発生中」というニュースが速報されている。また、メガサーバの工事現場では、警報が鳴り響いており、電源を落としているはずのメガサーバが勝手に作動した。作業員たちが誤作動を止めようと奔走する中、すぐ隣の尾崎巨石もまた発光し唸りを上げていたが、気づいた者はいなかった。
夜刀浦一帯で停電が発生したことで、矢口と佐藤の動画視聴は中断される。矢口は、電波塔とメガサーバが全ての異変の元凶であると確信を抱く。また電源の切れたパソコンの画面からは、強力な電磁波が放たれ、佐藤の脳に直撃する。失神して痙攣した佐藤を、矢口は介抱するが、無数の電話線やコード類が佐藤の皮膚を突き破って侵入し、体中の穴と傷口から飛び出す。死んだ佐藤の喉からは、ノイズ交じりで「この惑星は血によって聖別される」「これがはじまりだ、人間ども」という音声が再生された。

### 第四章
真嶋は自宅で夜刀浦市の緊急放送を聞く。メガサーバの試験運転のサイレンが鳴り響き、薄いオレンジ色の光がシャワーのように降り注いでいる。また、携帯に着信が来る。
ひたすら鳴り続ける着信音に、由梨絵は不安にかられ、咲子の静止をふりきって受話する。謎の固有名詞や若い男の儀式的な言葉に続いて、強力なマイクロ波が放出され、携帯は発火して由梨絵は脳を焼かれる。姉の死に動転した咲子は、マンションの外に逃げ出す。

### 第五章
夜刀浦では、警察ヘリのアナウンスとメガサーバ施設の稼働音が鳴り響き、地獄が生まれていた。何人もが携帯に脳を焼かれ、随所で火災が発生している。あらゆる自動車のカーナビはクラッシュし、市民はパニックに陥り暴徒化する。駅員・警官・消防士・救急隊員などは、本部と連絡をとるために無線を使おうとしたことが仇となり、真っ先に被害をくらい昏倒している。
矢口は首のない子供の影に導かれ、外に出る。咲子は自転車に乗り、矢口のオフィスに向かう。駅前で2人は合流し、佐藤と由梨絵が死んだことを伝え合う。佐藤にはトモくんの幽霊が助言してくれていたが、敵の方がずっと上手であった。矢口は、そもそもデータ流出自体が敵の仕業である可能性を疑い、また斎彌皇が生存しているという都市伝説に流出データから得た情報を合わせて、沼で発見された昭信が身代わりの死体と思い至る。
真嶋は、携帯に表示される番号を簡単な暗号と推測し、「YUGGOTH」（ユゴス）と解読する。その言葉が裏庭から聞こえている奇怪な声が繰り返していた単語と気づいた矢先、屋敷の外から何匹ものやつらが突入してくる。なんとか難を逃れた真嶋は、首のない子供の影に導かれ、メガサーバに向かう。真嶋の自動車にはカーナビがなかったことが幸いした。真嶋は矢口・咲子と合流し、3人は見遥ケ原へと向かう。

### 第六章
現場に到着し、3人は作業員の死体から施設の見取り図を入手する。矢口は動画に「R-16」と録画されていたことを思い出し、見取り図でR-16地点を探す。真嶋は、斎彌皇が施した魔術の仕掛けは絶対にR-16に残っていると断言し、鉄パイプを咲子に渡して「わたしが敵に洗脳されたら、わたしの脳天を叩き割れ」と命じる。敵の目的は、ユゴスパワーをメガサーバでリロードすること。真嶋、矢口、咲子、首のない男の子の影、4人は施設地下に突入する。
矢口が斎彌皇の呪いかと問うと、真嶋は「呪いではなく儀式だ」と訂正する。真嶋は、昭信が飯綱大学尾崎文庫で「半円形の石」を入手して、脳にユゴスの知識がインストールされたことを説明する。矢口がなぜ知っているのかと問うと、真嶋は自分もまた相続した家で同じような石に触れて感覚に覚醒したのだと話す。15年前に世界を異化する儀式を行った斎彌皇は儀式自殺を果たし、また真嶋は石から退去の知識を得たという。
R-16地点に到達したとき、真嶋は斎彌皇に憑りつかれる。天井から落ちてきた昭信の死体には、全身の穴や傷口に無数のケーブルが突き刺さり蠢動している。夜刀浦をこれだけの混乱状態に陥れてなお、ィルェヰックの召喚はいまだ不完全だという。真嶋の肉体では、真嶋と斎彌皇2人の声が鬩ぎ合い、真嶋はィルェヰックの退去呪文を唱えた上で自害する。矢口は真嶋の伝言に則り、ブルドーザーを動かすべく地上に引き返そうとする。しかし無数のケーブルが昭信の死体に集結して融合巨大化し、全てを取り込んで斎彌皇を核としたユゴスの融合体と化す。真嶋の命懸けの退去コマンドは失敗であった。矢口と咲子は幽霊に導かれて死に物狂いで戻るが、死体と機械の融合体に追いつめられる。ついに地上に出た矢口はブルドーザーを動かし、やつらのアンテナたる巨石を破壊しようとするが、敵に阻まれる。絶体絶命の状況であったが、斎彌皇に殺された子供たちの幽霊がブルドーザーを動かして巨石を押し出す。最終的に、無人のブルドーザーと巨石が、高さ40メートルの断崖から落下して砕ける。
こうして前代未聞の電磁波パニックは唐突に終息し、夜刀浦市当局とDANM本社はメガサーバの暴走と発表する。その一方で、事故現場からは死後15年を経た22人分の子供の遺骨と、若い男のミイラ化した死体が発見される。後日、夜刀浦の都市伝説に「特定の番号からの着信に出てはいけない。出たら最後、電磁波に脳を焼かれて殺される」という新たな噂が加わる。
夜刀浦市は巨石を復元して元の位置へと戻し、不穏のままに物語は幕を閉じる（終章）。

## 主な登場人物

### 主人公
- 矢口英司（やぐち えいじ） - 43歳。タウン情報サイト「夜刀浦Watcher」管理人。もと出版社勤務。
- 佐藤嘉明（さとう よしあき） - 矢口とは大学時代の友人で同郷。「夜刀浦Watcher」創設者。もと広告代理店勤務。離婚経験者。
- 赤根由梨絵（あかね ゆりえ） - 居酒屋の女将。35歳。佐藤の愛人。
- 赤根咲子（あかね さきこ） - 由梨絵の妹。17歳の高校2年生。姉と二人暮らし。
- 真嶋守衛（まじま もりえ） - 本郷大学文学部民俗学科教授。50歳ほど。口承伝説の研究者。最近夜刀浦に引っ越してきた。職場は東京文京区本郷。出身は北海道の肝盗村。15年前の斎彌皇事件の際には、警察に意見を求められた。父方の従兄弟はオカルトマニアであり、ぶりん屋敷に隠棲していた。

### 敵
- 斎彌皇（いつき みこう） - 15年前の夜刀浦連続幼児殺害事件の犯人の署名。儀式の「司祭」であり、序章の視点人物。
- 飯綱昭信（いいつな あきのぶ） - 斎彌皇の正体。当時は飯綱大学の院生。逮捕後に脱走した後、遺体で発見された。
- ユゴスのものども - 夜刀浦で暗躍する、カニのようなハサミをもつ生物種。
- ィルェヰック - 夜刀浦のカニどもが、本星から呼び寄せようとしている化物ら。「暗黒星ユゴスより放たれし恐怖情報」「生ける電磁波」と称される。
- ヨス＝トラゴン - ユゴスの神で、ィルェヰックのさらに上位に位置する。ヨスとも。

### その他
- トモくん - 斎彌皇事件の被害者。当時3歳。佐藤嘉明の隣家の子供。「首のない幽霊」（被害者たちの集合霊）として佐藤や矢口の前に現れ、斎彌皇が再動していることを伝える。
- 飯綱為和（いいつな ためかず） - 当時の地元ボスで、飯綱昭信の父親。権力でゴリ押しして電波塔建造を推し進めたが、息子が殺人鬼であったという不祥事により失脚した。
- 流基葡鱗（るもと ぶりん[注 1]） - 本名は流基監物。幕末期の国学者。狂った言動を危ぶまれ、蟄居を命じられた後に失踪し、屋敷が残された。
- 高木 - 真嶋ゼミの院生。警察から流出した斎彌皇事件のデータを入手する。

## 用語
夜刀浦（やとうら）
千葉県海底郡にある地方都市。
怪夜燈（かいやとう）
ケータイタウン情報誌「夜刀浦Watcher」内に設置されている、都市伝説を集めたコンテンツ。命名は「怪しい夜刀浦」という意味。
色々五（いろいろいつつ）
都市伝説と噂のケータイサイト。メイン利用者は女子中高生。
DANM（ダム）
電話通信会社。見遥ケ丘に大規模施設を構える。電波塔はすでに使われなくなっており、施設はメガサーバ中心に刷新された。この設備は最終的には9ゼタバイトという規格外の情報量を処理できるようになる見込みで工事中。
電波塔は、昭和から平成にかけて電磁波ハザードを信じた住民たちと軋轢があった。21世紀になってからも、電波が原因で健康に悪影響がある（悪夢を見る、脳や神経に悪影響がある、皮膚に湿疹ができるなど）という疑似科学的な噂が絶えない。また見遥ケ丘では「アメーバ状のUFO」の目撃例があり、これも電磁波に惹かれてやって来ていると噂される。
尾崎巨石（おざききょせき）
半球状の巨石で、水平面を天に向けている。表面には文字らしき傷跡が無数に刻まれている。内部からは機械が唸るような音が聞こえてくるとも言われている。
古代豪族の墳墓とも、縄文人の遺跡とも、室町時代初期に領主飯綱重昭がダキニ天を祀るために建立したとも伝えられる。
その正体はユゴスからの通信を受信するためのアンテナ。稼働させるためには、生贄の儀式を行う必要がある。
尾崎文庫
飯綱一族の先祖が収集したオカルト文献のコレクション。飯綱大学が所蔵する。
A書、Aの書
線状紋様の刻まれた、半球形の小さな石器。尾崎巨石のミニチュア版とでも言うべきもの。斎彌皇による呼称。真崎は「霊的なUSBメモリ」と形容した。
尾崎文庫に保管されていたものを、昭信が入手した。ユゴスの知識が内蔵されており、飯綱昭信の思考を汚染して斎彌皇へと変質させた。
石ごとに内容が異なる。葡鱗屋敷にも同様の石が保管されており、真嶋が入手する。尾崎文庫の石は「召喚の本」であり、葡鱗屋敷の石は「退去の本」である。
ユゴス
流基葡鱗が遺した文献によると、この世の一切の邪悪が封じられた暗黒星の名前。冥王星が太陽系第9惑星とされていた時代には、冥王星と同一視するオカルティストもいた。警察が押収した斎彌皇の資料にも同じ名前が記録されていた。
登場人物たちの携帯電話に、特定の番号から着信がかかって来て、この数字列をある方法で暗号解読すると「YUGGOTH」となる。
ユゴスの知識は、科学にして、宇宙的な黒魔術とでも呼ぶべき大系をもつ。敵の計画は、アンテナを建造して、司祭が身を捧げてコンバーターとなり、ユゴスからィルェヰックを受信してメガサーバに召喚することである。

## 収録
- KADOKAWAエンターブレイン『弧の増殖』2011年2月14日初版発行